# Dummy Hoy
William Hoy, soprannominato Dummy (Houcktown, 23 maggio 1862 – Cincinnati, 15 dicembre 1961) è stato un giocatore di baseball statunitense, membro della comunità sorda, il primo dei sordi a giocare a livello professionale con i Washington Nationals, dal 1888 al 1889.

## Biografia
Fu colpito della meningite, che causò la sordità, all'età di tre anni. Aveva studiato nella scuola per sordi, la Ohio State School for the Deaf, che si diplomò nel 1886 con valedictorian.
Cominciò a lavorare in un negozio di scarpe, ogni settimana, nei giorni di riposo, giocava a baseball con amici, che di seguito venne notato da Frank Selee nel 1887. In quello stesso anno giocò e firmò il contratto con i Washington Nationals che vinse il campionato del 1888.

## Carriera
Era coetaneo dell'altro giocatore sordo Dummy Taylor.

## Cultura di massa
- Nel 2008 venne realizzato un documentario in sua memoria[1][2], Dummy Hoy: A Deaf Hero, che il personaggio è interpretato da Ryan Lane[3][4].
- Nel 2019 è uscito nelle sale degli USA il film The Silent Natural, il film sulla biografia del primo sordo a giocare sul baseball[5].

## Galleria d'immagini

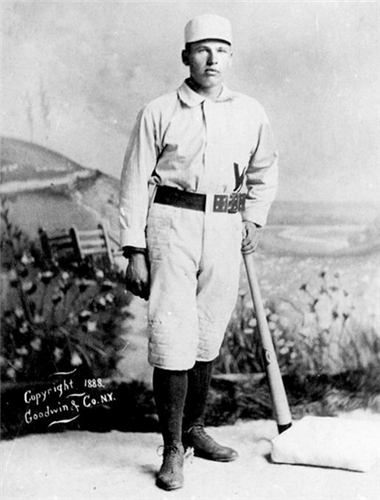
In un ritratto del 1888
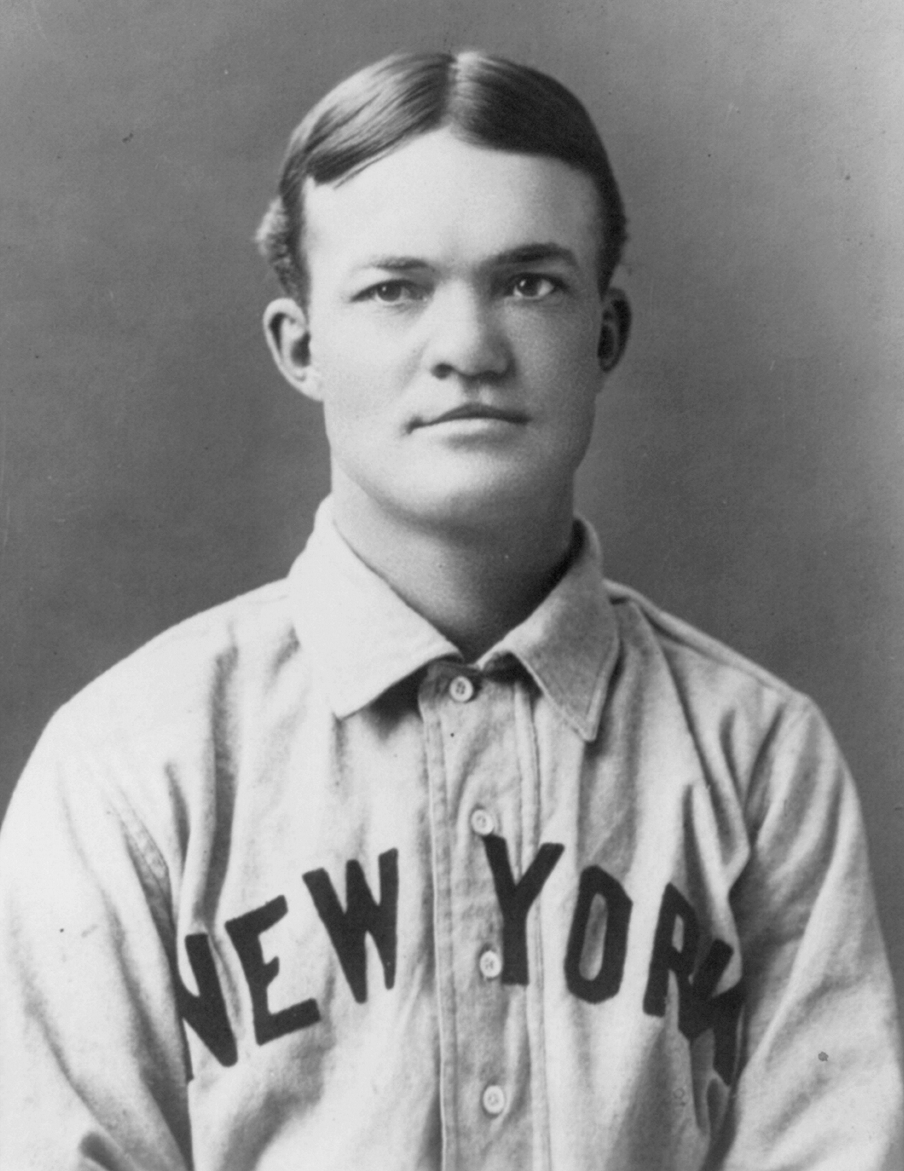
Dummy Taylor in un ritratto del 1903 (era un altro giocatore di baseball sordo statunitense)
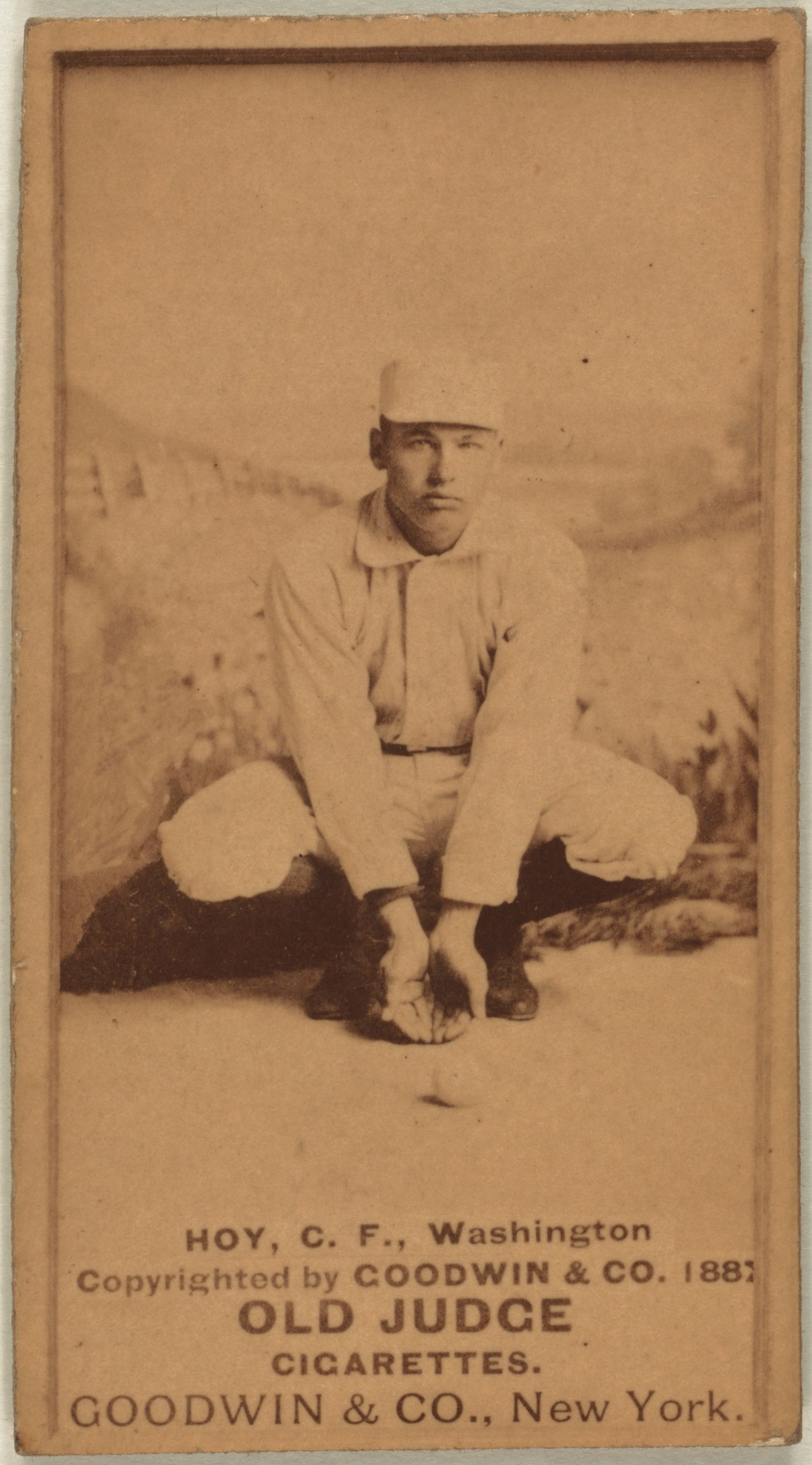
Una figurina dell'epoca (1887-1890)